# Pradolina Warciańsko-Odrzańska
Pradolina Warciańsko-Odrzańska lub Pradolina Berlińska (315.6) – makroregion fizycznogeograficzny, południowa część Pojezierzy Południowobałtyckich.
Dzieli się na 4 mezoregiony:
- 315.61 Dolina Środkowej Odry
- 315.62 Kotlina Kargowska
- 315.63 Dolina Środkowej Obry
- 315.64 Kotlina Śremska